# 功夫小子闖情關
《功夫小子闯情关》（又称《太极拳》）（英語：Tai Chi Boxer）是1996年袁和平、张鑫炎执导，并与施扬平一起参与编剧，吴京等人出演的一部电影，该电影主要讲述格斗家楊學文在与曹家大小姐相爱的时候意外的遇到了很多事情的故事。该作也是吴京第一次出演的电影作品。

## 劇情簡介
清朝年间，楊學文因为爱上了曹家大小姐而被父亲责备，但是其母亲对此却表示支持，并教授了他一些特别的东西。
随后，在他与曹家大小姐接触的时候，意外的得知了一群人在鸦片等东西，并且这些人还为了目的，而故意嫁祸曹家。
其后在楊學文等人的努力下，他们最终破坏了这些人的计划，不仅如此，曹家大小姐还和楊學文相恋了。

## 演员
- 吴京
- 钟丽缇
- 郑浩南
- 周比利
- 胡慧中
- 计春华
- 靳德茂
- 寇占文
- 刘洵
- 达伦·萨赫拉维
- 谭俏
- 于海

## 其他
- 吴京因为一次吃饭而巧遇该片导演，并因此成为该片的主演。[7]

## 相關連結
- 豆瓣电影上《功夫小子闖情關》的資料 （简体中文）
- 互联网电影数据库（IMDb）上《功夫小子闖情關》的资料（英文）
- 1905电影网上《功夫小子闖情關》的资料（简体中文）
- 香港影庫上《功夫小子闖情關》的資料（繁體中文）